# David Manion
David Manion (Kalamazoo, 18 ottobre 1955) è un tastierista, pianista e ingegnere statunitense di rock progressivo, noto come membro delle band Seventh Key e Kansas.

## Carriera
Inizia la sua carriera negli anni 1980, ma la svolta arriva nel 1997 quando fonda la band Seventh Key. Nel 2000 suona nell'album di Steve Walsh Glossolalia e partecipa ai successivi tour del cantante. Nel 2014 entra nei Kansas, dove suona la tastiera e tutte le parti di pianoforte dei brani precedentemente composti, ed incide l'album The Prelude Implicit.
Nel 2020 si unisce alla band di rock elettronico 3kStatic, con la quale incide l'album Sugar Evolver, che vede la collaborazione di Kevin Max, ex membro dei DC Talk.

## Discografia

### Con i Kansas
- The Prelude Implicit, 2016

### Con i Seventh Key
- Seventh Key, 2001

### Con i Mosquitones
- Mosquitones, 1997
- Highland at Euclid, 2004

### Con i Magellan
- Symphony for a Misanthrope, 2005

### Con Steve Walsh
- Glossolalia, 2000

### Con i3kStatistic
- Sugar Evolver, 2020